# Área de recreación regional Cañón Cull

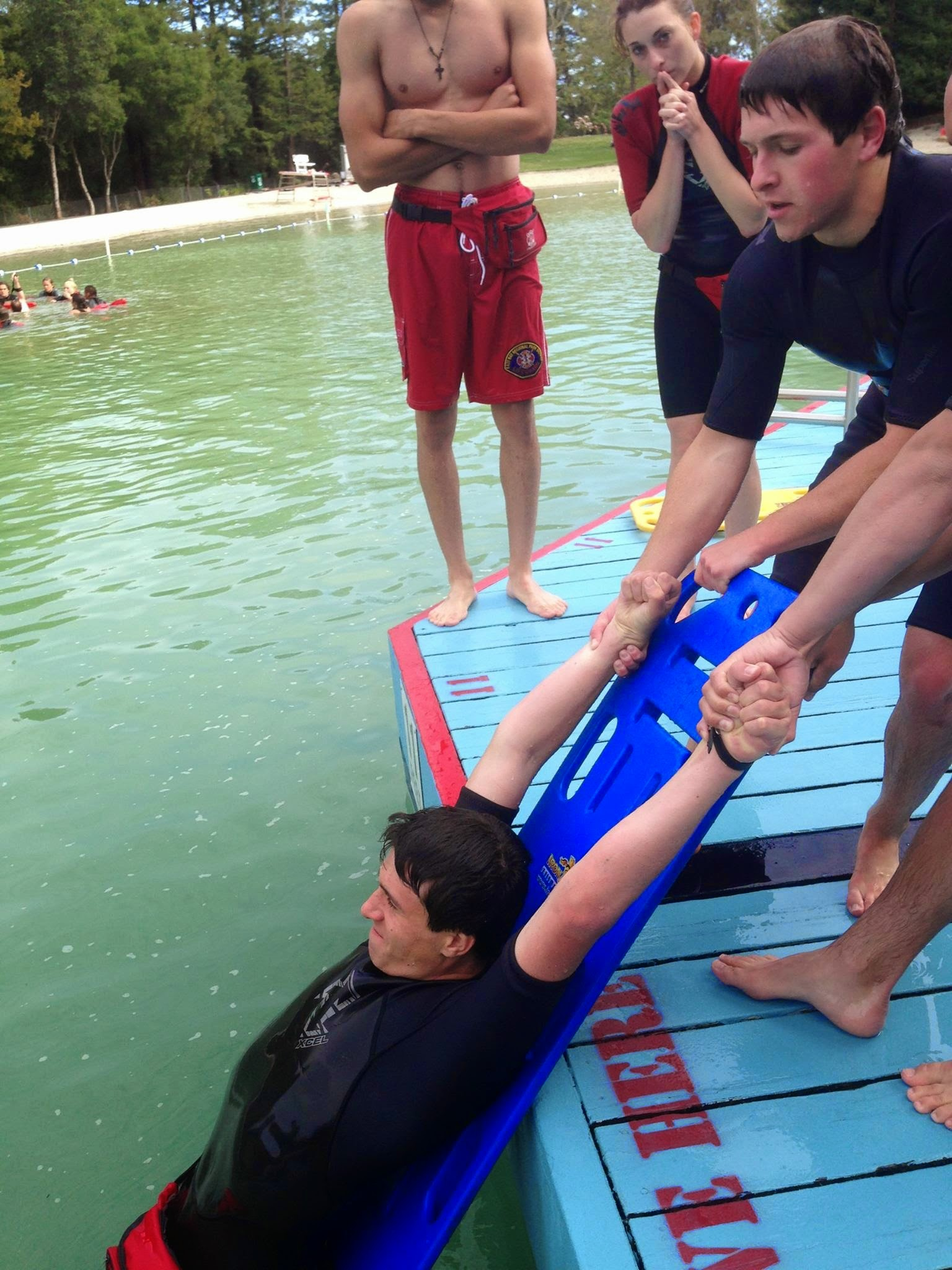
Entrenamiento de rescate de víctima con lesión de columna usando una tabla espinal en la laguna del Área Recreacional del Cañón Cull.

Área Recreación Regional Cañón Cull es un parque regional, uno de los parques del Distrito de Parques Regionales del Este de la Bahía en California.
Su laguna ganó el Premio del Gobernador para Diseño para Distinción Excepcional para Fomento Recreativo en la categoría de paisaje.

## Problema de sedimentación del embalse
En 2014, el San Jose Mercury-News, un periódico local, informó que la presa del embalse del arroyo probablemente se drenaría pronto porque se había considerado sísmicamente insegura. Este peligro fue causado por toneladas de sedimentos que se habían depositado desde que se construyó la represa en 1963.
Se solucionó temporalmente el problema sísmico en 2006 cuando ingenieros penetraron el aliviadero de hormigón con una tubería de 12 pulgadas alivando la presión sobre la presa al reducir el nivel del agua en el lago. Hank Ackerman, el Gerente de Control de Inundaciones del Condado de Alameda, señaló que se había estimado que dragar el lago para eliminar el sedimento costaría $16 millones de dólares y requeriría 28,000 viajes de ida y vuelta con semirremolques de descarga de doble fondo para eliminar las 450,000 yardas cúbicas estimadas de sedimento. La presa tendría que ser reforzada después de que se elimine el sedimento.